# Harmonices mundi

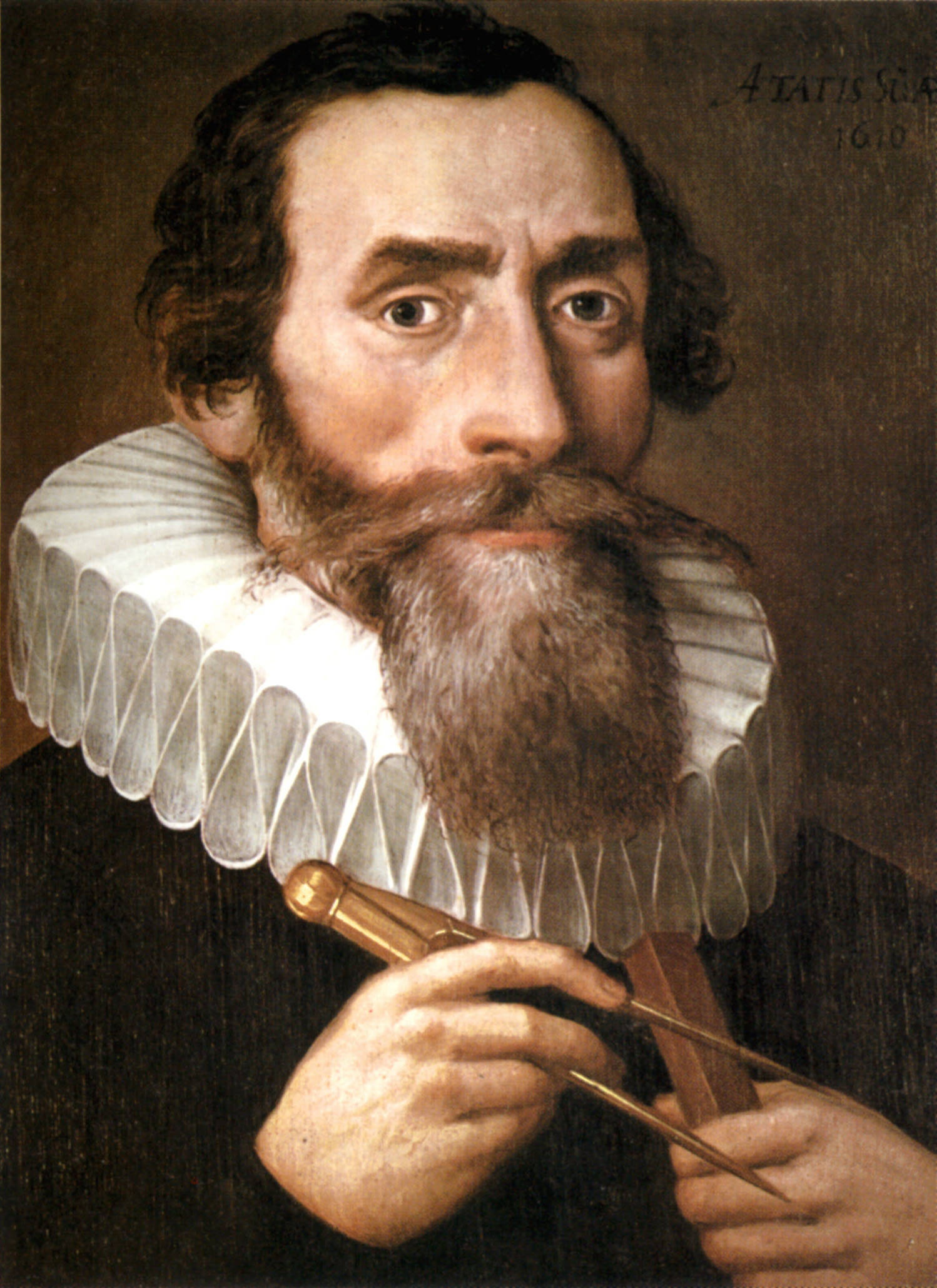
J. Kepler v roce 1610

Harmonices Mundi (latinsky: Harmonie světů, 1619) je kniha od J. Keplera. Kepler v ní diskutuje harmonii a kongruenci v geometrických tvarech a fyzikálních jevech. V závěrečné části je zmíněn jeho objev tzv. třetího zákona pohybu planet.

## Obsah
Harmonie světů je rozdělena do pěti kapitol. První pojednává o pravidelných mnohostěnech, druhá o souměrnosti obrazů, třetí se zabývá původem harmonických poměrů v hudbě, tématem čtvrté jsou harmonické konfigurace v astrologii a páté harmonie pohybů planet.
Zatímco filozofové středověku se metaforicky zmiňovali o "hudbě sfér", Kepler objevil fyzikální harmonie v pohybu planet. Zjistil, že rozdíl mezi největší a nejmenší úhlovou rychlostí planet na oběžné dráze okolo Slunce přibližně odpovídá harmonickému podílu. Například maximální úhlová rychlost Země se mezi perihéliem a aféliem mění v poměru 16:15 odpovídajícím půltónu mezi tóny E a F (Kepler používal solmizační slabiky, v tomto případě mi a fa). V případě Venuše je tento rozdíl pouze 25:24 odpovídající intervalu diesis. Kepler odůvodňuje malý rozdíl v harmonickém rozsahu slovy:
Země zpívá Mi, Fa, Mi: z těchto slabik lze dokonce odvodit, že v našem domově vládne mizérie a hladomor (anglicky: "misery and famine").
Ve velmi vzácných případech podle něj všechny planety "zpívají v dokonalém souladu". Vyslovil domněnku, že k tomu mohlo dojít v historii pouze jednou, možná v době stvoření světa.
Kepler také objevil, že všechny poměry maximální a minimální rychlosti planet na sousedních oběžných drahách odpovídají přibližně hudební harmonii s odchylkou menší než je diesis. Výjimkou jsou oběžné dráhy Marsu a Jupiteru které vykazují neharmonický poměr 18:19. 
Ve své předchozí knize Astronomia nova Kepler popsal první dva z principů dnes známých jako Keplerovy zákony. Třetí zákon, podle nějž poměr druhých mocnin oběžných dob dvou planet je stejný jako poměr třetích mocnin jejich velkých poloos je popsán v páté kapitole Harmonices mundi bezprostředně po dlouhé odbočce týkající se astrologie.